# Lodówka (pomieszczenie)

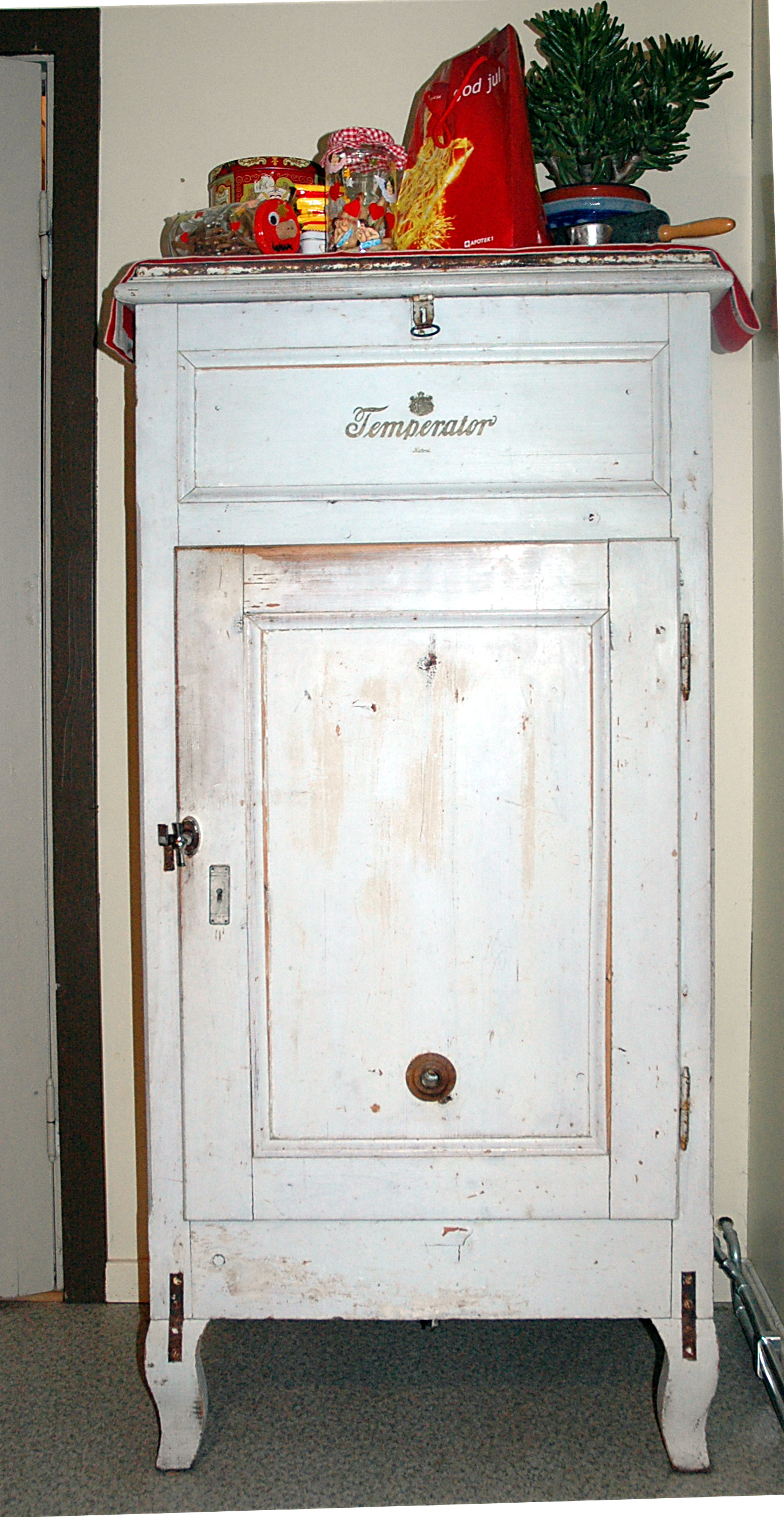
Lodówka starego typu z szufladą na lód (u góry)

Lodówka – pomieszczenie gospodarcze, zasobnik lub szafa wewnątrz której utrzymywana jest temperatura obniżona w stosunku do otoczenia. 

## Historia
Prymitywne lodownie powstawały już przed naszą erą, jednak były to duże budowle, na które przeciętny człowiek nie mógł sobie pozwolić. Rozwiązanie bliższe lodówce stosowali wikingowie. Wewnątrz domu, z dala od ogniska, kopano głęboki dół, na dnie którego umieszczano lód lub śnieg. Po zapełnieniu dołu żywnością, przysypywano go warstwą ziemi. Mięso zabezpieczone w ten sposób zachowywało świeżość przez wiele miesięcy po zakończeniu zimy.
Lodówka oznaczała niegdyś pomieszczenie gospodarcze, pojemnik lub szafkę izolowaną termicznie od otoczenia, umożliwiającą przechowywanie w obniżonej temperaturze łatwo psujących się produktów. Chłodzenie zapewniało umieszczenie we wnętrzu lodówki substancji o odpowiednio niskiej temperaturze i dużej pojemności cieplnej. Mogło to być ciało o dużej masie i cieple właściwym, jednak zazwyczaj wykorzystywano do tego celu ciepło przemiany fazowej (topnienia). Najczęściej używane czynniki chłodzące to lód (stąd nazwa — lodówka), mieszaniny oziębiające (np. lód z dodatkiem soli) oraz zestalony dwutlenek węgla - suchy lód. 
Przenośne pojemniki o podobnej funkcji nazywane są termosami. Specjalne budowle służące do magazynowania i przechowywania lodu to lodownie. Tak samo nazywa się samochody izolowane, z wbudowanymi akumulatorami chłodu (w postaci płyt eutektycznych).
Lodówki tego typu wyszły z użycia wraz z popularyzacją domowych chłodziarek elektrycznych w latach 30 XX w., które nie muszą być zaopatrywane w lód.